# Association sportive montferrandaise Clermont Auvergne
L'Association sportive montferrandaise Clermont Auvergne (ASM Clermont Auvergne i antiga AS Montferrand) és un club de rugbi a 15 de la ciutat occitana de Clarmont d'Alvèrnia). Doble vencedor del European Challenge Cup, el (1999 i el 2007), juga actualment al Top 14.

## El club
L'any 1911, Marcel Michelin va crear l'Association sportive Michelin, club omnisports de 3 seccions: rugbi, futbol i cross-country. Poc temps després el club poliesportiu va incloure també les seccions de ciclisme, petanca, esgrima i tennis. El 1922, i obeint a una recomanació de l'Union des sociétés françaises de sports athlétiques, l'Association sportive Michelin va canviar de nom pel d'Association sportive montferrandaise en honor del barri de Clarmont, Monferrand, on s'ubicaba el club.
El 1925, l'AS Montferrandaise va vèncer el Biarritz olympique a la que llavors s'anomenava Divisió d'Honor. D'aquesta manera el club de Clarmont d'Alvèrnia va pujar a la 1a Divisió francesa, categoria en la qual es mantindrà fins avui.
Des de l'estiu de 2006, l'equip va posar-se sota la direcció de Vern Cotter. Els dirigents van tirar endavant un projecte esportiu ambiciós basat en el fitxatge de jugadors de nivell internacional, tals com (John Smit, capità dels Springboks (campions del món al mundial de 2007, Julien Bonnaire arribat el 2007 del CSBJ o el centre internacional sud-africà Marius Joubert. Aquesta política, a més de la conservació dels talents (Aurélien Rougerie, Pierre Mignoni o Mario Ledesma) i la modernització general de les infraestructures, va aconseguir que el club aconseguís triomfs tals com el Campionat europeu o arribar a la final del campionat de França en dues ocasions consecutives el 2007 i el 2008.
Onze cops finalista del campionat de França, l'ASM Clermont Auvergne ha aconseguit un cop el títol.

## Palmarès
- Campionat europeu (2): 
  - Campió: 1999 i 2007
  - Finalista: 2004
- Campionat de França: 
  - Campió: 2010
  - Finalista (9 cops): 1936, 1937, 1970, 1978, 1994, 1999, 2001, 2007, 2008 i 2009
- Challenge Yves du Manoir (3): 
  - Campió: 1938, 1976 i 1986
  - Finalista: 1935, 1957, 1972, 1979, 1985 i 1994
- Copa de França (1):
  - Campió: 2001
  - Finalista: 1945 i 1947
- Challenge Armand Vaquerin (1): 
  - Campió: 2003
- Copa d'Europa de rugbi a 15
  - Finalista: 2013

## Les finals de l'ASM Clermont Auvergne

### Campionat de França
| Data de la final   | Vencedor              | Finalista             | Resultat | Lloc de la final                | Espectadors |
| 10 de maig de 1936 | RC Narbonne           | AS Montferrand        | 6-3      | Stade des Ponts Jumeaux, Tolosa | 25.000      |
| 2 de maig de 1937  | CS Vienne             | AS Montferrand        | 13-7     | Stade des Ponts Jumeaux, Tolosa | 17.000      |
| 17 de maig de 1970 | La Voulte sportif     | AS Montferrand        | 3-0      | Stadium Municipal, Tolosa       | 35.000      |
| 28 de maig de 1978 | AS Béziers            | AS Montferrand        | 31-9     | Parc des Princes, París         | 42.004      |
| 28 de maig de 1994 | Stade toulousain      | AS Montferrand        | 22-16    | Parc des Princes, París         | 48.000      |
| 29 de maig de 1999 | Stade toulousain      | AS Montferrand        | 15-11    | Stade de France, Saint-Denis    | 78.000      |
| 9 de juny de 2001  | Stade toulousain      | AS Montferrand        | 34-22    | Stade de France, Saint-Denis    | 75.000      |
| 9 de juny de 2007  | Stade français        | ASM Clermont Auvergne | 23-18    | Stade de France, Saint-Denis    | 79.654      |
| 28 de juny de 2008 | Stade toulousain      | ASM Clermont Auvergne | 26-20    | Stade de France, Saint-Denis    | 79.793      |
| 6 de juny de 2009  | USAP de Perpinyà      | ASM Clermont Auvergne | 22-13    | Stade de France, Saint-Denis    | 79.205      |
| 29 de maig de 2010 | ASM Clermont Auvergne | USAP de Perpinyà      | 19-6     | Stade de France, Saint-Denis    | 79.262      |

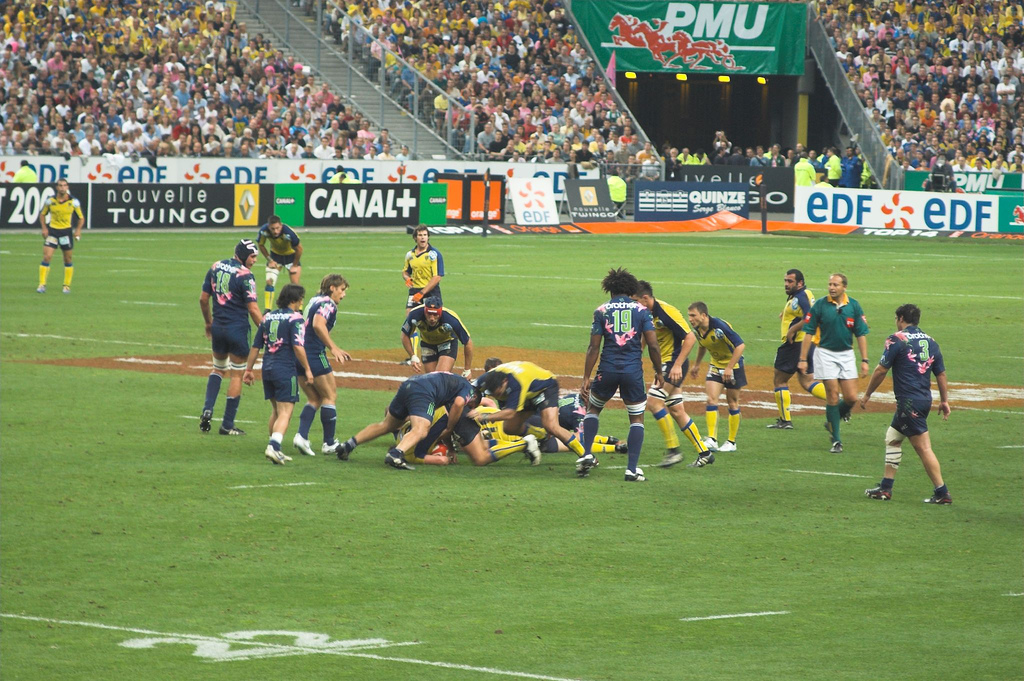
Final del Top 14 el 2007, l'ASM Clermont-Auvergne (de groc) perd la seva 8a final, aquest cop contra l'Stade français (de blau)

Rècord en el nombre de finals perdudes : 10

### Challenge Yves du Manoir
| Data de la final | Vencedor       | Resultat | Finalista      |
| 1935             | USA Perpinyà   | 3-3, 6-0 | AS Montferrand |
| 1938             | AS Montferrand | 23-10    | USA Perpinyà   |
| 1957             | US Dax         | 6-6      | AS Montferrand |
| 1972             | AS Béziers     | 27-6     | AS Montferrand |
| 1976             | AS Montferrand | 40-12    | SC Graulhet    |
| 1979             | RC Narbonne    | 9-7      | AS Montferrand |
| 1985             | RC Nice        | 21-16    | AS Montferrand |
| 1986             | AS Montferrand | 22-15    | FC Grenoble    |
| 1994             | USA Perpinyà   | 18-3     | AS Montferrand |

### Copa de França
| Data de la final | Vencedorr        | Resultat | Finalista      |
| 1945             | SU Agen          | 14-13    | AS Montferrand |
| 1947             | Stade toulousain | 14-11    | AS Montferrand |
| 2001             | AS Montferrand   | 34-24    | FC Auch        |

### Campionat europeu
| Data de la final     | Vencedor              | Finalista           | Resultat | Lloc de la final          | Espectadors |
| 27 de febrer de 1999 | AS Montferrand        | CS Bourgoin-Jallieu | 35-16    | Stade de Gerland, Lió     | 31.986      |
| 22 de maig de 2004   | Harlequins            | AS Montferrand      | 27-26    | Madejski Stadium, Reading | 13.123      |
| 19 de maig de 2007   | ASM Clermont Auvergne | Bath Rugby          | 22-16    | The Stoop, Londres        | 10.134      |

### Copa d'Europa de rugbi a 15
| Data            | Vencedor  | Finalista             | Marcador | Seu                   | Espectadors |
| --------------- | --------- | --------------------- | -------- | --------------------- | ----------- |
| 18 de maig 2013 | RC Toulon | ASM Clermont Auvergne | 16-15    | Aviva Stadium, Dublín | 51.142      |

## Jugadors emblemàtics
| - Olivier Azam - Noël Baudry - David Bory - Henri Bourdillon - Joseph Bravo - Jacky Brugiroux - Marco Caputo - Bernard Chevallier - Jean Costantino - Arnaud Costes - Frédéric Costes - Jacques Cristina |  | - Gilles Darlet - Christophe Deslandes - Michel Droitecourt - André Dubertrand - Guy Gasparotto - Bob Heyer - Christophe Juillet - Hottie Louw - Eric Lecomte - Jean-Marc Lhermet - Olivier Magne - Philippe Marocco |  | - Tony Marsh - Dominique Gaby - Gérald Merceron - Olivier Merle - Joel Molénat - Eric Nicol - Dacien Olive - Laurent Pardo - Jean-François Phliponeau - Thierry Picard - Fabrice Ribeyrolles - Jean-Pierre Romeu |  | - Aurélien Rougerie - Jacques Rougerie - Philippe Saint-André - Maurice Savy - Maurice Siman - Pierre Thiers - Michel Tonon - Alessandro Troncon - Xavier Verdy - Sébastien Viars - Robert Vigier |  |  |

## Llista dels darrers entrenadors
- Tim Lane (Australià) (2000-2001)
- Steve Nance (Australià) (2001-2002)
- Laurent Travers (2002-2003)
- Alain Hyardet (2003-2004)
- Olivier Saïsset (2004-2005)
- Philippe Agostini (2005-2006)
- Vern Cotter (Neozelandès) (2006-...)